# Fédération Guinéenne de Football
Die Fédération Guinéenne de Football (FGF; deutsch: Fussballverband von Guinea) ist der im Jahr 1960 gegründete nationale Fußballverband von Guinea. Der Verband organisiert die Spiele der Fußballnationalmannschaft und ist seit 1963 Mitglied im Kontinentalverband CAF sowie seit 1962 Mitglied im Weltverband FIFA. Zudem richtet der Verband die höchste nationale Spielklasse Ligue 1 aus.

## Erfolge
- Fußball-Weltmeisterschaft

Teilnahmen: Keine
- Fußball-Afrikameisterschaft

Teilnahmen: 1970, 1974, 1976, 1980, 1994, 1998, 2004, 2006, 2008, 2012, 2015